# سد باستورا
سد باستورا یک سد در عراق است که در Gomespan, Erbil Governorate واقع شده‌است.